# Bendisodes
Bendisodes is een geslacht van vlinders van de familie spinneruilen (Erebidae), uit de onderfamilie Calpinae.

## Soorten
- B. acygonia Hampson, 1924
- B. aeolia Druce, 1890
- B. mascara Schaus, 1906
- B. siaha Schaus, 1911